# Rötz

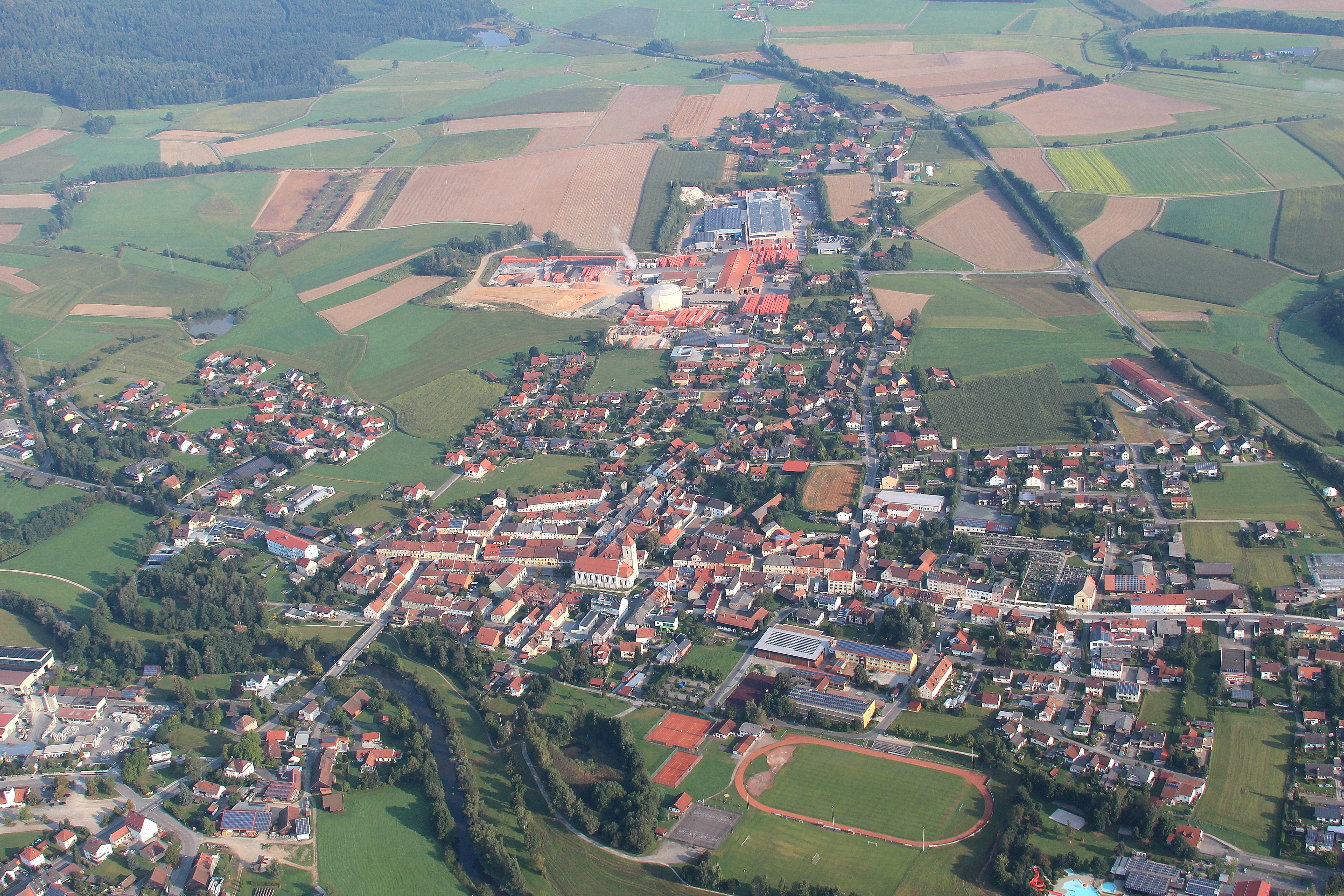
Rötz (2016)

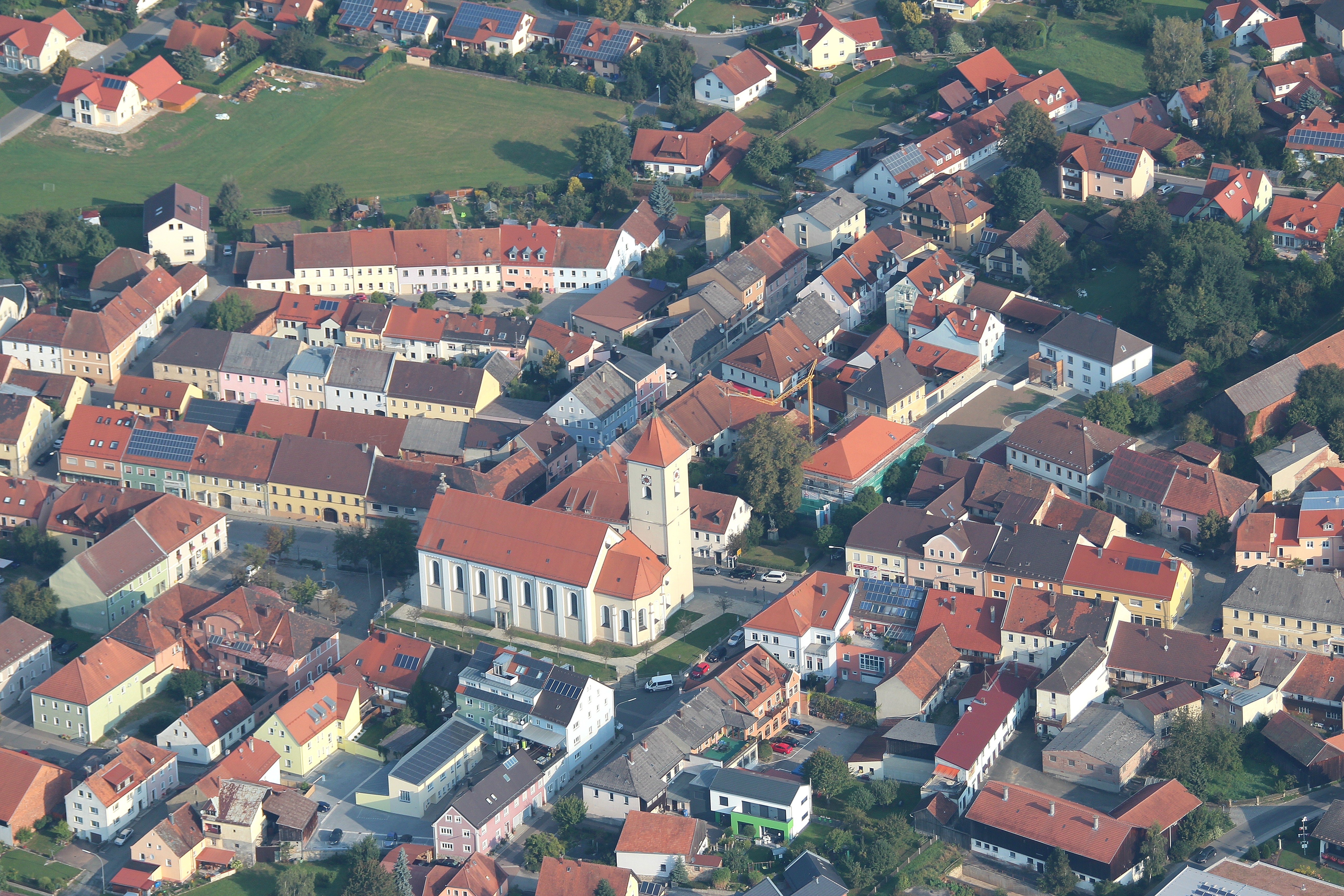
Stadtkern mit Pfarrkirche St. Martin (2016)

Rötz ist eine Landstadt im Oberpfälzer Landkreis Cham.
Es handelt sich vermutlich um einen slawischen Siedlungsnamen, er wurde wahrscheinlich als Bachname verwendet. Herleiten lässt sich dies auch durch das altslawische Wort rêka „der Fluss“ bzw. recica „Flüsschen, Bach, Bächlein“.

## Geografie

### Geografische Lage
Die Stadt liegt im Oberpfälzer Wald und im Naturpark Oberer Bayerischer Wald an der Schwarzach. Das Gebiet zwischen Schwarzenfeld und der Landesgrenze wird auch Schwarzach-Bergland genannt. Rötz gehört zum Zollgrenzbezirk und liegt rund 14 Kilometer von der deutsch-tschechischen Grenze entfernt.

### Nachbargemeinden
Im Norden und Westen grenzen der Landkreis Schwandorf mit den Gemeinden Winklarn, Thanstein, Neunburg vorm Wald und Neukirchen-Balbini, im Süden die Gemeinden Stamsried und Pemfling und im Osten die Gemeinden Schönthal und Tiefenbach an die Gemeinde Rötz.
| Thanstein 6 km             | Winklarn 10 km                              | Tiefenbach 11 km |
| Neunburg vorm Wald 10,5 km | Kompassrose, die auf Nachbargemeinden zeigt | Schönthal 6 km   |
| Neukirchen-Balbini 8,6 km  | Stamsried 8 km                              | Pemfling 10 km   |

### Gemeindegliederung
Die Stadtgemeinde hat 35 Gemeindeteile (in Klammern ist der Siedlungstyp angegeben):
- Bauhof (Dorf)
- Berndorf (Weiler)
- Bernried (Dorf)
- Blabmühle (Einöde)
- Diepoltsried (Dorf)
- Eglshöf (Einöde)
- Fahnersdorf (Weiler)
- Gänsschnabl (Weiler)
- Gmünd (Dorf)
- Grassersdorf (Dorf)
- Grub (Weiler)
- Güttenberg (Weiler)
- Heinrichskirchen (Pfarrdorf)
- Hermannsbrunn (Weiler)
- Hetzmannsdorf (Dorf)
- Hillstett (Dorf)
- Katzelsried (Weiler)
- Kleinenzenried (Dorf)
- Marketsried (Weiler)
- Meigelsried (Weiler)
- Paadorf (Einöde)
- Pillmersried (Kirchdorf)
- Rabenmühle (Einöde)
- Rödlmühl (Einöde)
- Rötz (Hauptort)
- Saxlmühl (Einöde)
- Schatzendorf (Dorf)
- Schellhof (Einöde)
- Stanglhof (Einöde)
- Steegen (Dorf)
- Steinmühle (Einöde)
- Trobelsdorf (Weiler)
- Voitsried (Dorf)
- Wenzenried (Dorf)
- Wutzschleife (Einöde)

Es gibt die 15 Gemarkungen Berndorf, Bernried, Diepoltsried, Fahnersdorf, Flischbach (nur Gemarkungsteil 0), Gmünd, Grassersdorf, Heinrichskirchen, Hetzmannsdorf, Hillstett, Pillmersried I, Pillmersried II, Rötz, Schatzendorf und Steegen (nur Gemarkungsteil 0).

## Geschichte

### Von der ersten urkundlichen Erwähnung bis zum Dreißigjährigen Krieg (1017 bis 1618)
Die eigentliche Geschichte von Rötz begann mit einer indirekten urkundlichen Erwähnung des Kaisers Heinrich II. vom 28. April 1017. Jahre später, um 1050, wurde erstmals das Geschlecht der Schwarzenburger erwähnt, die für diese Region eine wichtige Rolle spielten. 1255 wurde in einer Urkunde des Bistums Regensburg  die Pfarrei Rötz erstmals genannt. 1299 wurde Rötz („Rehtz“) als Markt (forum) erwähnt. Ende des 13. Jahrhunderts erhielt das Kloster Schönthal das Patronatsrecht über die Pfarrei Rötz, welches einige Jahre später erstmals vollzogen wurde. 1401 wurde in Rötz eine Pfarrkirche errichtet, deren gotischer Chor erhalten ist.
Beim Antritt seiner Herrschaft im Jahr 1505 bestätigte Heinrich von Guttenstein-Vrtba Rötz erstmals Stadtrechte. Somit gilt dieses Jahr als eigentliches Datum der Stadtgründung. Ein Wochenmarkt wurde eingerichtet, und auch eine kirchliche Schule existierte bereits. Durch den Verkauf der Herrschaft Schwarzenburg-Rötz-Waldmünchen durch Heinrich von Guttenstein-Vrtba an den pfälzischen Kurfürsten Ludwig V. und dessen Bruder Friedrich im Jahr 1510 wurde das Gebiet in die beiden Pflegämter Schwarzenburg-Rötz und Waldmünchen aufgeteilt.
Am 9. Dezember 1600 verwüstete der erste aktenkundig überlieferte größere Brand den nördlichen Teil der Stadt.

### Vom Dreißigjährigen Krieg bis zur Säkularisation (1618 bis 1803)
Auch Rötz hatte unter den Wirren des Dreißigjährigen Krieges zu leiden. Im Winter 1620/1621 musste die Stadt die drückende Quartierlast dreier englischer Kompanien ertragen. Auch später, unter anderem 1622 und zwischen 1630 und 1635, erlitt Rötz durch Durchzüge von Soldaten weitere Schäden. 1625 brach die Pest aus und forderte 237 Todesopfer, darunter 140 Kinder. Anfang 1634 wurde Rötz von den Schweden belagert, die die Stadt ausplünderten, die Burg Schwarzenburg zerstörten und von den Bürgern finanzielle Mittel einforderten. Bei einer weiteren Pest kamen im selben Jahr 876 Menschen ums Leben. Ab 1669 wurde die Pfarrei Rötz wieder vom Schönthaler Augustinerkloster betreut.
Im Verlauf des Spanischen Erbfolgekrieges kam es 1705 auch in Rötz zu Aufständen in der Bevölkerung. Ein Großbrand vernichtete am 28. Januar 1709 über 20 Häuser im Stadtgebiet.
Während des Österreichischen Erbfolgekrieges setzten die Rötzer die inzwischen sehr marode Stadtmauer und die Befestigungsanlagen instand. Trotzdem besetzten die feindlichen österreichischen Truppen 1742 für längere Zeit die Stadt und verursachten durch Vandalismus erhebliche Schäden. Viele Bürger verloren durch Kriegsschäden und Missernten Haus und Hof.
1771 vernichtete ein Brand große Teile der Stadt. Auch das marode und 1753 bereits teilweise eingestürzte Rathaus fiel mit der gesamten Registratur den Flammen zum Opfer. 1789 wurde die Stadt erneut durch ein Feuer weitgehend vernichtet. Als Konsequenz dieser Katastrophen drängte die Regierung 1790 zur Einhaltung der Bauvorschriften und zu Brandschutzmaßnahmen. Während der Koalitionskriege zogen österreichische, französische und russische Truppen durch Rötz, was erneut Einquartierungen mit sich brachte.
1804 gab es schwere Belastungen durch Einquartierungen von Truppen, Seuchen und Kontributionen. 1808 gründeten 17 brauberechtigte Bürger im ehemaligen Pflegschloss die Genossenschaftsbrauerei Rötz, die heute noch besteht.

### Von der Säkularisation bis zum Ersten Weltkrieg (1803 bis 1914)
Im Zuge der Säkularisation wurde 1803 das Augustinerkloster Schönthal und damit das Priorat der Pfarrei Rötz aufgelöst. Mit der Schaffung des königlich bayerischen Landgerichts Waldmünchen (ab 1862 Bezirksamt, ab 1939 Landratsamt genannt) wurde das Pflegamt Rötz trotz Protesten der Bürger abgeschafft.
In der Nacht vom 23. auf den 24. August 1840 wurde Rötz von der bis dahin verheerendsten Brandkatastrophe heimgesucht. Der größte Teil der Bebauung wurde ein Raub der Flammen, lediglich der Chor der Stadtpfarrkirche aus dem frühen 15. Jahrhundert (heutiger Hochaltarraum) und der Kirchturm sowie wenige Hauptgebäude und die Stadel vor den Stadttoren blieben erhalten. Der Wiederaufbau der Stadt erfolgte nach einem Generalbauplan mit verändertem Grundriss, Verbreiterung der Straßen und traufseitiger Ausrichtung der Häuser zur Straße hin. Der Wiederaufbau der Privatgebäude konnte bereits zwei Jahre später vollendet werden, die Wiederherstellung der öffentlichen Gebäude zog sich dagegen noch über mehrere Jahre hin. 1846 wurde der königliche Getreidekasten (heutiger Fürstenkasten), 1847 das Schulhaus (heutiges Rathaus) und 1851 das Langhaus der Pfarrkirche fertiggestellt. Als Rathaus wurde aufgrund von Finanzierungsproblemen ein Provisorium genutzt.
Die Freiwillige Feuerwehr Rötz wurde als erste und somit älteste im Gemeindebereich am 19. November 1868 gegründet. 1892 fand mit dem Schauspiel Kunz von Kaufungen oder der sächsische Prinzenraub auf dem Schwarzwihrberg zum ersten Mal eine Theateraufführung statt. 1901 erhielt die Stadtpfarrkirche feierlich vier neue Glocken, die 1942 der „Verstärkung der Kriegsmetallreserve“ zum Opfer fielen.
Das Kriegerdenkmal, ein bayerischer Krieger mit einer erbeuteten französischen Fahne, wurde 1905 zum Andenken an die Gefallenen des Deutsch-Französischen Krieges von 1870/71 vom Veteranen- und Kriegerverein errichtet. Ab 1906 begann der schrittweise Ausbau der Kanalisation, 1908 wurde der erste öffentliche Fernsprecher eingerichtet.

### Vom Ersten Weltkrieg bis zur Gebietsreform (1914 bis 1972)
1915 konnte die neue Schwarzachbrücke nach einjähriger Bauzeit dem Verkehr übergeben werden. Der Erste Weltkrieg machte sich auch in Rötz durch Lebensmittelknappheit und Arbeitskräftemangel bemerkbar. Am 7. August 1915 wurde nach dreißigjährigem Ringen und dreijähriger Bauzeit die ersehnte Bahnverbindung von Neunburg vorm Wald nach Rötz fertiggestellt. Der Rötzer Bahnhof enthielt ein Bahnhofsgebäude mit Wartesaal, eine Güterhalle, einen Lokschuppen, Nebengebäude und Rangiergleise. Auch in Hillstett befand sich ein kleines Bahnhofsgebäude. 1916 wurde die Wasserversorgung der Stadt durch eine Hochquellenleitung verbessert.
Im Ersten Weltkrieg hatte die Pfarrei Rötz 63 Gefallene und acht Vermisste zu beklagen. Der 1. FC Rötz wurde im Herbst 1919 – noch ohne nutzbaren Sportplatz – gegründet. Das Rötzer Stromversorgungsnetz wurde ausgebaut, 1924 erfolgte die Errichtung einer elektrischen Straßenbeleuchtung. Im Zuge der Renovierungsarbeiten erhielt die Stadtpfarrkirche Rötz 1920 ein großflächigen Wandbild des Jüngsten Gerichtes über dem Chorbogen, für das Rötzer Bürger Modell standen.
Die Machtübernahme der Nationalsozialisten 1933 brachte auch für Rötz tiefgreifende Änderungen. Der vom Stadtrat in seinem Amt bestätigte bisherige Bürgermeister Johann Kraus wurde von Jakob Stichaner abgelöst. Auch die Stadträte der Bayerischen Volkspartei, die stets bessere Wahlergebnisse als die NSDAP erzielte, wurden entfernt. Auf dem Rathaus wehte die Hakenkreuzfahne, und mehrere Plätze und Straßen erhielten neue Namen, der Marktplatz wurde zum Hindenburgplatz.
Erstmals nach der Schließung des Rötzer Krankenhauses 1920 wurde 1934 wieder ein ordentlicher Krankenhausbetrieb aufgenommen. Nach der Wiedereinführung der Wehrpflicht wurden 1935 die ersten Angehörigen der Jahrgänge 1914 und 1915 in der Turnhalle Waldmünchen gemustert. 1937 erfolgten bei Wehrmachtsmanövern erste Einquartierungen von über 1000 Mann.
Nach Beginn des Zweiten Weltkrieges und dem Überfall auf Polen trafen die ersten polnischen Kriegsgefangenen in der Stadt ein, die bei Landwirten in Rötz und Umgebung eingesetzt wurden. Ende 1941 befanden sich insgesamt 238 Soldaten aus Rötz auf den verschiedenen Kriegsschauplätzen. Immer öfter trafen Meldungen von Gefallenen ein. Erste Flüchtlinge aus dem zerbombten Hamburg wurden 1943 untergebracht und verpflegt. Ab Anfang 1944 wurde die Schwarzachbrücke durchgehend bewacht und Volkssturmgruppen gebildet.
Im Frühjahr 1945 zogen viele Soldaten, Ausländer und Flüchtlinge durch die Stadt. Ausgehungerte und erschöpfte KZ-Häftlinge wurden im Rahmen der sogenannten „Todesmärsche“ von Flossenbürg kommend von SS-Mannschaften durch die Stadt getrieben. 420 namenlose Tote wurden in einem Friedhof bei Pillmersried sowie den Friedhöfen in Rötz und Bernried beerdigt, ehe sie im Mai 1957 auf den KZ-Friedhof Flossenbürg umgebettet wurden. Am 23. April 1945 nachmittags trafen die ersten Panzer der 3. US-Armee auf dem Marktplatz ein und beendeten damit den Zweiten Weltkrieg für Rötz. 136 Gefallene und Vermisste waren zu betrauern. In Rötz bestand von 1945 bis 1993 ein Sicherheits-Camp der US-amerikanischen Militärregierung in Bayern an der Grenze zur damaligen Tschechoslowakei.
Mit der Einführung der bayerischen Verfassung fanden 1946 auch die ersten freien Wahlen von Bürgermeister und Gemeinderäten statt. Es erfolgten mehrere Eingemeindungen. Die 1950 neu initiierten Schwarzenburgfestspiele hatten mit dem Guttensteiner und dem Märchen Rübezahl mit 15.000 Besuchern einen unerwarteten Erfolg, wurden jedoch neun Jahre später wieder eingestellt. 1951 wurde die Erweiterung des Krankenhauses abgeschlossen, außerdem hatte die gesamte Ortsdurchfahrt eine neue Pflasterung erhalten. 1952 wurde nach zwei Jahren Bauzeit das neue Schulgebäude eingeweiht. Das bisherige Schulhaus konnte 1965 nach dem Umbau als Rathaus der Stadtverwaltung übergeben werden.
Nachdem der unter „Streng vertraulich“ entworfene 3-Stufen-Plan der Deutschen Bundesbahn zu Streckenstilllegungen bekannt geworden war, traten 1965 Bürgermeister und Stadtrat von Rötz aus Protest gegen die geplante Stilllegung dieser Strecke im Grenzgebiet zurück, „um auf das rücksichtslose Verhalten der Bundesbahn und der Bundesregierung aufmerksam zu machen“.
Die neue Turnhalle wurde 1968 eingeweiht und steht seitdem der Schule und den Sportvereinen zur Verfügung. Nach dem Niedergang der ehemals wirtschaftlich bedeutenden und oberpfalzweit größten Großviehmärkte im Zweiten Weltkrieg ging Anfang der 1970er Jahre mit der Einstellung der zunehmend erfolglosen Ferkelmärkte eine jahrhundertealte Rötzer Markttradition zu Ende.

### Von der Gebietsreform bis zur Deutschen Einheit (1972 bis 1990)
Die Gebietsreform 1972 vergrößerte das Gebiet der Stadt Rötz erheblich. Sie trat zum Landkreis Cham. Alois Zisler wurde zum Ersten Bürgermeister der neuen Gemeinde ernannt. Das Schulzentrum erhielt einen Allwettersportplatz. Die Volksschule Heinrichskirchen wurde aufgelöst und die Schüler fortan in Rötz beschult. 1974 erhielt Rötz sein neues Sportzentrum mit Fußballfeld, Aschenbahn sowie Stoß- und Sprungeinrichtungen, welches von Schule und Sportvereinen gleichermaßen genutzt werden kann, zwei Jahre später kam das neue Hallenbad hinzu. 1977 wurde der Erweiterungsbau der Volksschule Rötz seiner Bestimmung übergeben. Mit der Fertigstellung der Abwasseranlage und der Sammelkläranlage erhielt Rötz 1979 ein modernes Abwassernetz.
Die seit 1915 bestehende Schwarzachbrücke wurde 1980 durch einen Neubau ersetzt. Nach der Neugestaltung der Ortsdurchfahrt baute man 1981 auch den Marktplatz um und errichtete einen Brunnen mit der Hl. Margareta. Im Sommer desselben Jahres konnte die 475-Jahr-Feier der Stadterhebung mit einem Festwochenende als Höhepunkt gefeiert werden. 1984 wurden mit der Eröffnung des Museumsgebäudes im Oberpfälzer Handwerksmuseum die ersten Werkstätten als Dauerausstellung öffentlich zugänglich gemacht. Am ersten Adventssamstag 1989 fand erstmals der Rötzer Christkindlmarkt auf dem Marktplatz statt, wobei auch die in einer Gemeinschaftsaktion mit der Geschäftswelt angeschaffte Weihnachtsbeleuchtung entlang der Ortsdurchfahrt in Betrieb genommen wurde.

### Von der Deutschen Einheit bis zur Gegenwart (seit 1990)

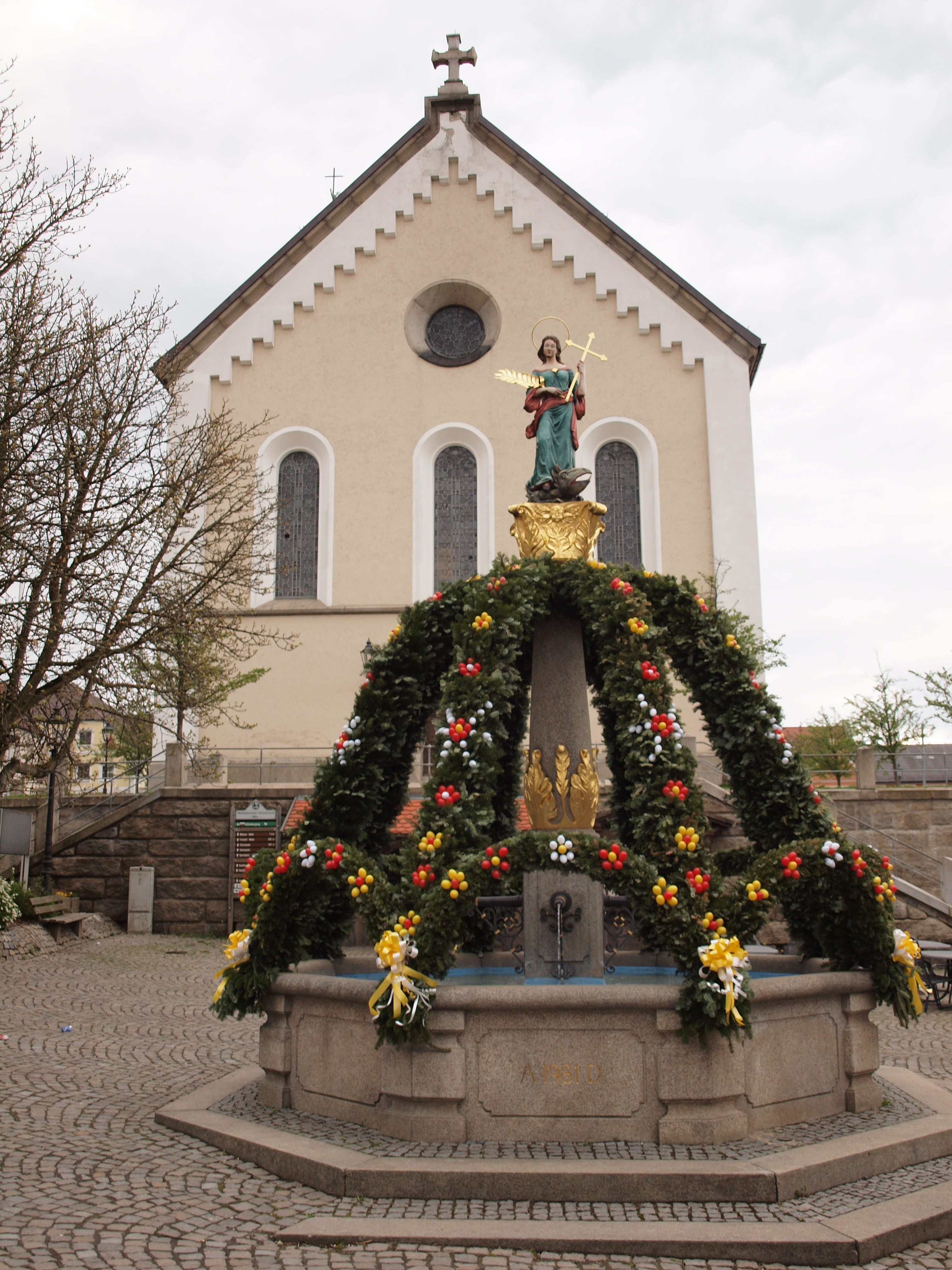
Osterbrunnen am Marktplatz vor der Kirche St.Martin

Das bereits 1973 errichtete und nun rundum erneuerte und erweiterte Feuerwehrhaus der Rötzer Feuerwehr wurde 1991 feierlich übergeben. Nach 38 Jahren wurde 1992 das Bordercamp Reed, ein US-amerikanischer Armeestützpunkt, geschlossen. Die neuen Tennisplätze für den 1. FC Rötz wurden ihrer Bestimmung übergeben. 1993 konnte der komplett renovierte Fürstenkasten als Stadthalle und Haus des Gastes in Betrieb genommen werden, auch die Renovierungsarbeiten an der Sankt-Salvator-Kirche wurden abgeschlossen und die Kirche feierlich eingeweiht.
1994 verstarb plötzlich und unerwartet der langjährige Bürgermeister Alois Zisler, sein Nachfolger wurde Josef Mayerhofer (FW). Wegen Vorwürfen der Untreue musste dieser 1995 sein Amt niederlegen, Josef Sturm (CSU) folgte ihm im Amt. 1996 kehrte nach 40 Jahren das Freilichtspiel Der Guttensteiner auf die Schwarzenburg zurück und wurde seitdem bis 2015 jährlich aufgeführt. Rötz erhielt mit der Freizeitwelle ein eigenes Freibad. 1997 konnte die Außenrenovierung der Stadtpfarrkirche abgeschlossen werden. Die Schwarzenburg wurde 1999 an das Stromnetz angeschlossen, 2001 erfolgte eine Überdachung der Tribünen.
Ludwig Reger (CSU) wurde 2002 zum Bürgermeister gewählt und war bis April 2020 im Amt. 2003 ging das erste Bürgersolarkraftwerk im Landkreis Cham ans Netz, im Jahr darauf folgten eine weitere Anlage ferner ein Biomasse-Heizkraftwerk als Pilotprojekt. In mehreren Abschnitten wurde die Wasserversorgungsanlage von 2004 bis 2007 generalsaniert. 2005/2006 beging die Stadt in einem Festjahr mit verschiedenen Veranstaltungen ihr Jubiläum 500 Jahre Stadt Rötz – 750 Jahre Pfarrei St. Martin. Höhepunkte bildeten dabei das Bürgerfest im Juni 2006 und das große Festwochenende im August 2006. Die erste Städtepartnerschaft mit Retz in Niederösterreich wurde begründet. 2007 folgte Altenmarkt an der Triesting als zweite Partnerstadt.

### Eingemeindungen
Bereits kurz nach Ende des Zweiten Weltkrieges wurden im Jahr 1946 auf Anordnung der Militärregierung die Gemeinden Berndorf mit Eglshöf und Trobelsdorf, Gmünd mit Grub sowie Hetzmannsdorf mit Bauhof und Schellhof aufgelöst und in die Stadt Rötz eingegliedert. Im Zuge der Gebietsreform in Bayern wurden 1972 die Gemeinden Bernried, Fahnersdorf, Heinrichskirchen, Hillstett und die beiden Gemeinden Pillmersried eingemeindet. Am 1. Mai 1978 erfolgte als letzter Schritt der Reform die Eingemeindung der Gemeinden Grassersdorf, Diepoltsried und Teilen Stanglhof, Steegen und Wenzenried aus der Gemeinde Steegen und Meigelsried aus der Gemeinde Alletsried. Gleichzeitig gründeten die Gemeinden Rötz und Schönthal eine Verwaltungsgemeinschaft, welche jedoch schon zwei Jahre später wieder aufgehoben wurde.

### Einwohnerentwicklung
Die Einwohnerzahl lag 1988 bei 3400, im Jahre 2000 bei über 3600 Einwohnern und 2018 bei 3383.

## Religionsgemeinschaften

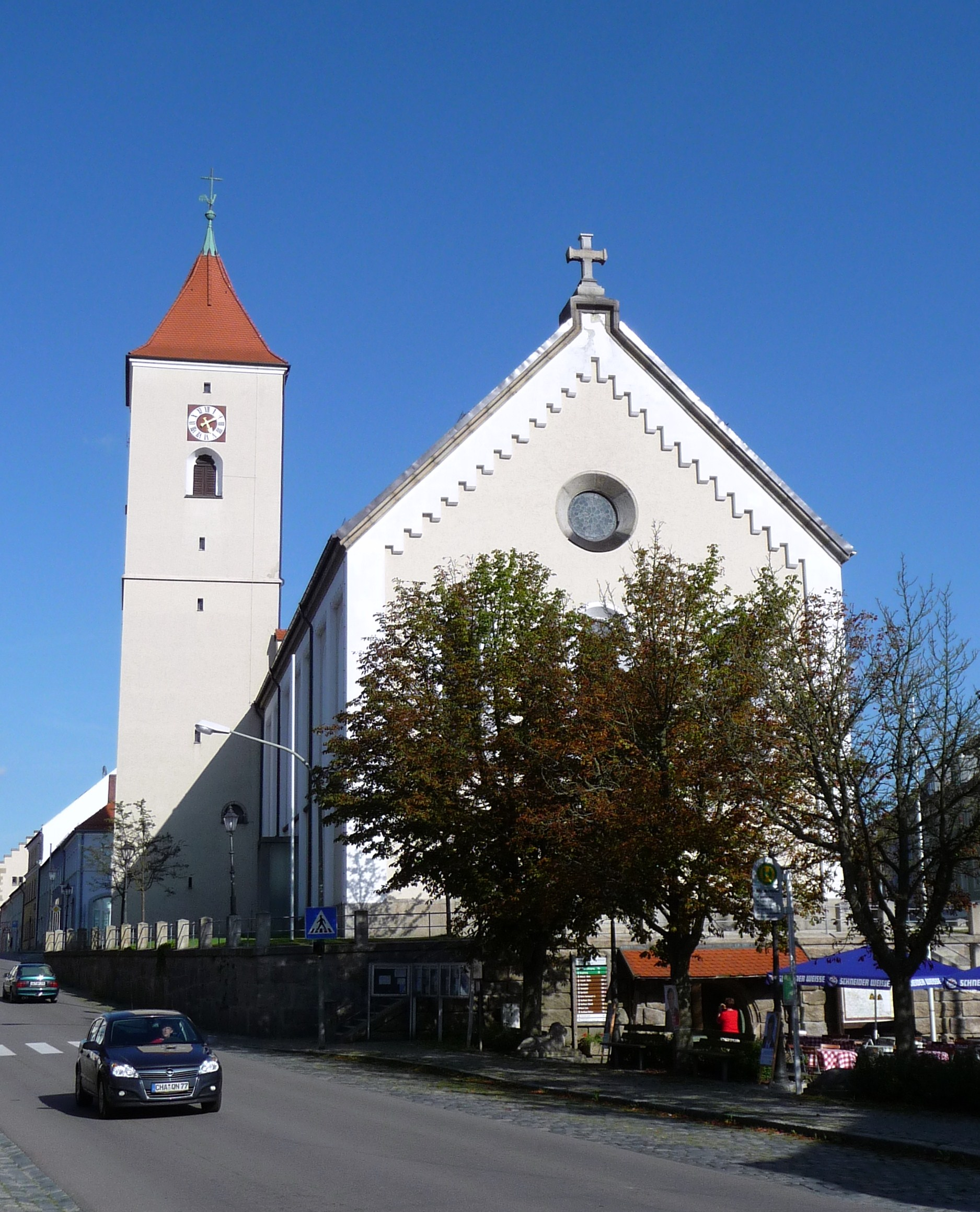
Die Stadtpfarrkirche St. Martin

### Katholische Kirche
In der Gemeinde Rötz bestehen die Pfarreien St. Martin in Rötz und St. Nikolaus in Heinrichskirchen.
Pfarrer in Rötz seit 1809:
| Name                | von  | bis  |
| ------------------- | ---- | ---- |
| Christoph Mühlbauer | 1809 | 1812 |
| Gabriel Schwarz     | 1813 | 1828 |
| Johann B. Fehlner   | 1829 | 1830 |
| Georg Schumann      | 1831 | 1836 |
| Lorenz Zimmermann   | 1836 | 1852 |

| Name              | von  | bis  |
| ----------------- | ---- | ---- |
| Michael Baumann   | 1852 | 1886 |
| Michael Hartinger | 1886 | 1896 |
| Josef Neuberger   | 1896 | 1916 |
| Johann Rost       | 1916 | 1929 |
| Sigmund Schreiner | 1929 | 1952 |

| Name                  | von  | bis  |
| --------------------- | ---- | ---- |
| Michael Mulzer        | 1952 | 1969 |
| Hans Voit             | 1969 | 1981 |
| Otto Nachtmann        | 1981 | 2015 |
| Markus Meier          | 2015 | 2016 |
| Alexander Dyadychenko | 2017 |      |

### Evangelische Kirche
Am Bauhoferweg 2 befindet sich die evangelische Auferstehungskirche. Sie ist Teil der evangelischen Kirchengemeinde Waldmünchen und somit der Pfarrei Cham/Furth im Wald/Waldmünchen des Evangelisch-Lutherisches Dekanat Cham/Sulzbach-Rosenberg/Weiden.

## Politik

### Stadtrat
Der Stadtrat setzt sich aus dem berufsmäßigen Ersten Bürgermeister und 16 ehrenamtlichen Stadträten zusammen. Bei der Kommunalwahl am 15. März 2020 ergab sich folgende Stimm- und Sitzverteilungen (zum Vergleich die Zahlen der Wahlen vom 16. März 2014, 2. März 2008 und 3. März 2002):
| Parteien und Wählergemeinschaften        | 2020   | 2020   | 2014   | 2014   | 2008   | 2008   | 2002   | 2002   |
| Parteien und Wählergemeinschaften        | %      | Sitze  | %      | Sitze  | %      | Sitze  | %      | Sitze  |
| ---------------------------------------- | ------ | ------ | ------ | ------ | ------ | ------ | ------ | ------ |
| Christlich-Soziale Union in Bayern (CSU) | 19,7   | 3      | 34,6   | 6      | 33,7   | 6      | 39,8   | 6      |
| Freie Wähler (FW)                        | 40,3   | 7      | 38,8   | 6      | 27,9   | 4      | 30,9   | 5      |
| Landunion                                | 31,9   | 5      | 26,6   | 4      | 28,5   | 5      | 29,4   | 5      |
| Rötzer Bürgerliste                       | -      | -      | -      | -      | 9,9    | 1      | -      | -      |
| Wählergemeinschaft Süd                   | 8,2    | 1      | -      | -      | -      | -      | -      | -      |
| gesamt                                   | 100,0  | 16     | 100,0  | 16     | 100,0  | 16     | 100,0  | 16     |
| Wahlbeteiligung                          | 76,3 % | 76,3 % | 68,7 % | 68,7 % | 80,0 % | 80,0 % | 74,4 % | 74,4 % |

### Bürgermeister
Seit 1. Mai 2020 ist Stefan Spindler (Landunion) Erster Bürgermeister der Stadt Rötz. Er kam bei drei Bewerbern am 15. März 2020 bereits auf 46,0 % der Stimmen und erreichte bei der Stichwahl am 29. März 2020 mit 54,4 % die Mehrheit der Stimmen. Sein Stellvertreter ist Johann Stibich (Landunion). Dritter Bürgermeister ist Karl-Heinz Hofmann (CSU).

#### Bürgermeister seit 1846
| Name             | von  | bis  |
| ---------------- | ---- | ---- |
| Franz Schlag     | 1846 | 1852 |
| Georg Stichaner  | 1852 | 1858 |
| Johann Blab      | 1858 | 1876 |
| Johann Stichaner | 1876 | 1888 |
| Anton Schlag     | 1888 | 1894 |
| Georg Kraus      | 1894 | 1915 |
| Josef Wohlfarth  | 1920 | 1924 |

| Name             | von  | bis  |
| ---------------- | ---- | ---- |
| Georg Thamer     | 1925 | 1925 |
| Johann Kraus     | 1926 | 1933 |
| Jakob Stichaner  | 1933 | 1945 |
| Johann Kraus     | 1945 | 1945 |
| Johann Sturm     | 1945 | 1945 |
| Johann Sturm     | 1946 | 1948 |
| Johann Reitinger | 1948 | 1952 |

| Name                  | von  | bis  |
| --------------------- | ---- | ---- |
| Jakob Stichaner       | 1952 | 1956 |
| Johann Reitinger      | 1956 | 1960 |
| Georg Thamer          | 1960 | 1972 |
| Alois Zisler          | 1972 | 1994 |
| Josef Mayerhofer (FW) | 1994 | 1995 |
| Josef Sturm (CSU)     | 1995 | 2002 |
| Ludwig Reger (CSU)    | 2002 | 2020 |

### Wappen
| Wappen Gde. Rötz | Blasonierung: „In Silber die stehende, golden nimbierte, rot gekleidete Hl. Margareta, in der Rechten die grüne Märtyrerpalme, in der Linken ein schwarzes Kreuz haltend; zu ihren Füßen der linksgewendete, widersehende grüne Drache mit Flammenzunge.“ |
| Wappen Gde. Rötz | Das Wappen ist seit 1417 bekannt und wurde 1955 erneuert. |

### Gemeindepartnerschaften
Die Stadt unterhält zwei Partnerschaften mit österreichischen Gemeinden, seit 2005 mit der Stadt Retz und seit 2007 mit der Gemeinde Altenmarkt an der Triesting.
Die erste Partnerschaft wurde am 10. September 2005 anlässlich der 500-Jahr-Feier der Stadterhebung mit der Stadt Retz in Niederösterreich besiegelt. Neben der namentlichen Ähnlichkeit bestehen überdies auch historische Verbindungen, die bis zum Geschlecht der Schwarzenburger ins 10. Jahrhundert zurückreichen. Bereits in den 1960er-Jahren gab es erste Annäherungsversuche.
Am 1. September 2007 schloss die Stadt Rötz offiziell ihre zweite Partnerschaft mit der Marktgemeinde Altenmarkt an der Triesting in Niederösterreich. Auch hier konnten historische Gemeinsamkeiten nachgewiesen werden.

## Kultur und Sehenswürdigkeiten

### Theater
Im Rahmen der Schwarzenburg-Festspiele wurde seit der Wiederbelebung 1996 bis zur vorläufig letzten Aufführung 2015 alljährlich in den Sommermonaten Juli und August das historische Freilichtspiel Der Guttensteiner aufgeführt. Außerdem wird auf der Schwarzenburg seit 2007 im Mai und Juni die Märchenzeit für Jung und Alt veranstaltet. Gezeigt werden Märchen der Gebrüder Grimm, der Augsburger Puppenkiste und weitere bekannte Stoffe, darunter bislang Rapunzel, Aschenputtel, Das tapfere Schneiderlein, Der Froschkönig, Bill Bo & seine Bande und Pippi Langstrumpf.

### Museen
Das Oberpfälzer Handwerksmuseum zeigt in nachgestellten Werkstätten viele alte, heute oft nicht mehr anzutreffende Handwerksberufe aus der Region. Aufgebaut auf dem Gelände des ehemaligen Hillstetter Bahnhofes, ist dort auch eine stillgelegte Dampflokomotive der Baureihe 64 aus dem Jahr 1934 zu besichtigen, die einst auf der Bahnstrecke Neunburg vorm Wald–Rötz verkehrte.
Die Museumsschänke ist im Salzfriedlhof untergebracht, einem komplett aus Holz gebauten Waldlerhaus aus dem 18. Jahrhundert, das von seinem ursprünglichen Standort in Hetzmannsdorf auf das Museumsgelände umgesiedelt wurde. Ebenfalls hier untergebracht ist der Seebarnhammer, ein seit mindestens 1527 existierendes Hammerwerk als Zeitzeuge der ehemals florierenden Oberpfälzer Eisenindustrie. Er wurde aus dem Gebiet des später gefluteten Eixendorfer Stausees auf das Museumsareal umgesiedelt.

### Musik
Der Rötzer Musikszene gehören zahlreiche Bands aus den Genres Rock, Latin-Rock, Pop, Blues, Jazz, Country und weiterer an. Seit 1999 wird alljährlich im Herbst das Rötzer Kulturfestival im Fürstenkasten veranstaltet, in der Musik, aber auch Comedy, Kabarett, Zauberei und Jonglage regionaler und mittlerweile auch überregionaler Künstler dargeboten werden.
Auch die Kulturfreunde Rötz laden jährlich im Sommer zum traditionellen Sommerkonzert in den Innenhof der Genossenschaftsbrauerei.

### Bauwerke

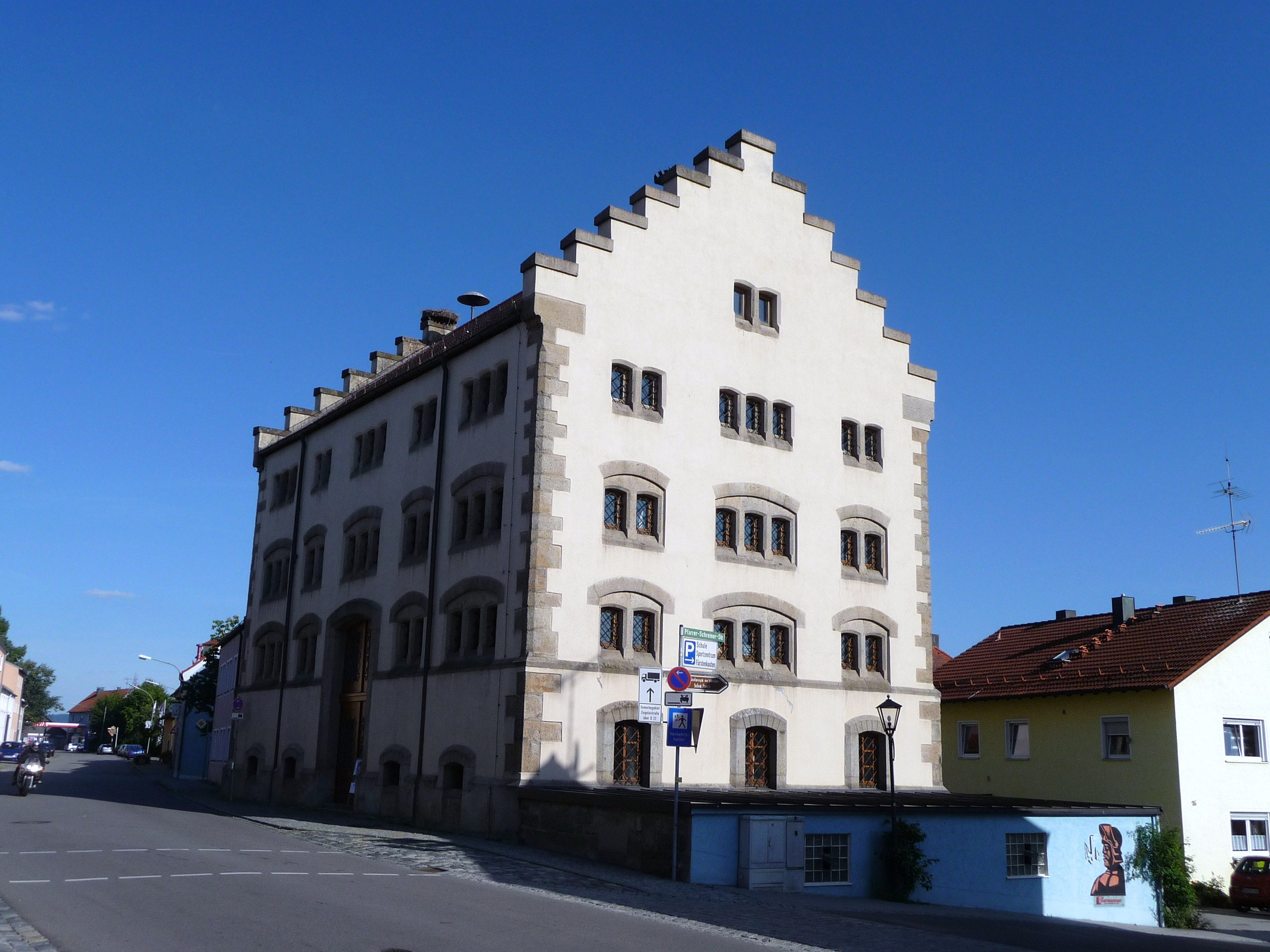
Der Fürstenkasten

In etwa 706 Metern Höhe auf dem Schwarzwihrberg (schwarzer Wehrberg) liegt die Ruine der Burg Schwarzenburg. Die ältesten Anlagen, zu denen auch der noch heute bestehende Hauptturm gehört, stammen aus der Zeit um das Jahr 1000. Der Turm ist heute öffentlich zugänglich und dient als Aussichtsplattform.
Der gotische Chor der katholischen Stadtpfarrkirche St. Martin stammt aus dem beginnenden 15. Jahrhundert und der Turm aus dem Jahr 1552. Das Langhaus mit der Freitreppe im Westen entstand erst 1849. Die Ausstattung ist vorwiegend modern bis auf eine Muttergottesfigur des 17. Jahrhunderts und eine Figur des auferstandenen Christus aus dem 18. Jahrhundert.
Der Fürstenkasten, ein imposantes dreistöckiges Bauwerk mit Treppengiebel, konnte 1847 fertiggestellt werden. Dieses Magazingebäude war Nachfolger des kurfürstlichen Getreidekastens, der 1840 durch einen Brand zerstört wurde. Es dient nach seiner Umgestaltung seit 1993 als Stadthalle und Kulturzentrum.

### Denkmäler
Das Kriegerdenkmal neben dem Rathaus stellt einen bayerischen Krieger mit einer erbeuteten französischen Fahne dar und wurde 1905 zum Andenken an die Gefallenen des Krieges von 1870/71 vom Veteranen- und Kriegerverein errichtet.
Auf dem Friedhof erinnert ein Gedenkstein an 141 KZ-Häftlinge, die bei einem Todesmarsch des KZ Flossenbürg im Frühjahr 1945 ihr Leben verloren und hier begraben waren, bis sie 1957 auf den Ehrenfriedhof Flossenbürg überführt wurden.

### Sport
Das sportliche Angebot ist in Rötz durch verschiedenste Vereine sehr ausgeprägt. Im 1. FC Rötz mit seinen Unterabteilungen reicht das Angebot vom Fußball, Tennis, Tischtennis über Judo und Skisport bis hin zu einer Damenturnriege und einer Gesundheits- und Rehasportgruppe. Der SV Bernried als weiterer Sportverein bietet neben Fußball auch Gymnastik, Aerobic, Ski- und Radsport sowie Kinderturnen an.
Der ESC Rötz bietet als Eissportclub Schlittschuhlaufen und Eisstockschießen, Letzteres dank einer Asphaltanlage auch im Sommer. Daneben existieren der Modellfliegerclub, der MSC Minicarclub, der Motorradclub, der MSC Rötz, die Schwarzachfischer und mit dem Löwenfanclub und dem Bayernfanclub gibt es auch zwei Fußball-Fanclubs. Zwei Schützenvereine in Rötz und Pillmersried ermöglichen den Schießsport.
Durch seine Lage an regionalen und überregionalen Wander- und Radwegen, wie dem Goldsteig-Wanderweg und dem Schwarzachtal-Radweg sowie dem Naturpark Oberer Bayerischer Wald bietet Rötz vielfältige Möglichkeiten für Wanderer und Radfahrer.

### Regelmäßige Veranstaltungen
- Althistorische Rötzer Fasenacht mit großem Faschingszug (zweijährlich am Faschingsdienstag)
- Rötzer Bockbierfest (jährlich im März zur Starkbierzeit)
- Maibaumaufstellen auf dem Marktplatz (jährlich am 1. Mai)
- Rötzer Heimatfest auf dem Volksfestplatz (jährlich in der Woche von Fronleichnam)
- Märchenzeit für Jung und Alt auf der Schwarzenburg (jährlich im Mai und Juni)
- Rötzer Oktoberfest (jährlich im Oktober)
- Rötzer Kulturfestival im Fürstenkasten (jährlich im Herbst)
- Rötzer Christkindlmarkt auf dem Marktplatz (jährlich am ersten Adventssamstag)

## Wirtschaft und Infrastruktur

### Arbeitsplätze
2017 gab es in der Gemeinde 1253 sozialversicherungspflichtige Arbeitsplätze. Von der Wohnbevölkerung standen 1364 Personen in einem versicherungspflichtigen Beschäftigungsverhältnis. Damit war die Zahl der Auspendler um 111 Personen größer als die der Einpendler. 43 Einwohner waren arbeitslos.

### Land- und Forstwirtschaft
2016 gab es 120 landwirtschaftliche Betriebe. Von der Gemeindefläche waren im gleichen Jahr 3.928 Hektar landwirtschaftlich genutzt. 2017 verzeichnete die Flächenstatistik 2.327 Hektar Wald.

### Verkehr
Rötz wird verkehrsmäßig durch die Bundesstraße 22 (Bayreuth–Weiden–Oberviechtach–Cham) und durch die beiden Staatsstraßen 2150 und 2151 erschlossen. Die nächstgelegenen Autobahnen sind die A 93 bei Schwarzenfeld (32 km Entfernung), die A 6 bei Leuchtenberg (37 km) sowie die A 3 bei Straubing (65 km). Die nächsten Flughäfen befinden sich in München (187 km) und Nürnberg (128 km).
Der öffentliche Personennahverkehr verbindet durch Buslinien die Stadt mit Orten in den Landkreisen Cham und Schwandorf.
Ehemals gab es auch eine Anbindung an den Schienenverkehr durch die Bahnstrecke Bodenwöhr–Rötz. Am 13. Dezember 1969 endete der Personenverkehr, gleichzeitig wurde der Güterverkehr zwischen Neunburg vorm Wald und Rötz eingestellt.

### Bildung
- Grundschule Rötz mit sieben Lehrkräften und 125 Schülern (Schuljahr 2018/19)[15]
- Kindertageseinrichtung mit 119 Plätzen und 118 betreuten Kindern (Stand 1. März 2018)

## Persönlichkeiten

### Ehrenbürger
- 1878: Michael Baumann (1802–1886), Stadtpfarrer und Kämmerer in Rötz
- 1884: Benedikt Braunmüller (1825–1898), Abt des Klosters Metten
- 1904: Martin Raab (1856–1925), Bezirksoberlehrer
- 1919: Franz Paul Königer (1855–1930), Hauptlehrer
- 1929: Johann Sturm (1865–1939), Wagnermeister
- 1930: Konrad Spieß (1872–1931), Oberlehrer
- 1935: Max Lehmer (1862–1938), Forstbeamter
- 1951: Sigmund Schreiner (1881–1953), Geistlicher Rat und Stadtpfarrer
- 1964: Franz Peter Leander Kern (1901–1964), Oberregierungsschulrat
- 1965: Ludwig Gillitzer (1905–1980), Ministerialdirektor
- 1967: Michael Mulzer (1902–1977), Geistlicher Rat, Dekan und Stadtpfarrer
- 1976: Franz Xaver Winklmann (1906–1982), Ziegeleibesitzer
- 1995: Johann Wallinger (1920 – 2018), Rektor

### Söhne und Töchter der Stadt
- Caspar Güttel (1471–1542), lutherischer Theologe und Reformator
- Maurus Bächl (1668–1749), Benediktinerabt von Weltenburg
- Annie Kraus (1867–unbekannt), Schriftstellerin